# 侏儒蟒屬
侏儒蟒屬（學名：Antaresia）是蛇亞目蟒科下的一個屬，屬下蛇類主要分布於澳洲。此屬所包含的蛇類是蟒科中體型最細小的蟒蛇，代表種是童蟒，其學名「Antaresia childreni」是命名者約翰·愛德華·格雷為了紀念其業師約翰·喬治·喬尊所訂定的。目前，侏儒蟒屬下共有四個主要的物種。

## 地理分布
侏儒蟒主要分布於澳洲一帶的熱帶地區。

## 物種
| 物種     | 學名及命名者                  | 異稱           | 地理分布                                                                                       |
| -------- | ----------------------------- | -------------- | ---------------------------------------------------------------------------------------------- |
| 童蟒T    | A. childreni，Gray，1842      | 齊氏岩蟒       | 主要分布於澳洲西澳大利亞州及北領地的北方，與及昆士蘭的東北部。在托雷斯海峽附近的島嶼亦有發現。 |
| 斑點星蟒 | A. maculosa，Peters，1873     | 斑點蟒、點紋蟒 | 分布於澳洲約克角半島的北部，南至昆士蘭東部至新南威爾士北部。                                   |
| 珀茲星蟒 | A. perthensis，Stull，1932    |                | 分布於澳洲西澳大利亞州的西北部，與及大多數海岸。                                               |
| 斯氏星蟒 | A. stimsoni，L.A. Smith，1985 |                | 分布於澳洲西澳大利亞州海岸沿岸，遠及大分水嶺。                                                 |

## 分類學
侏儒蟒的學名「Antaresia」源自天蠍座主星心宿二（Antares），也就是天蠍座的心臟位置的星，由威爾士及威靈頓於1984年在修正童蟒資料時所訂定。起初，童蟒一類蛇被判別為岩蟒屬，後來學者提出異議建議修正；可是儘管命名者們都希望侏儒蟒屬能有劃一的命名，然而此屬的名字仍有爭持不下的異稱，因此導致符合其命名的名字亦較其它蛇種廣泛。
1985年，學者史密夫（L.A. Smith）發現一種隸屬斯氏星蟒的亞種蛇「A. stimsoni orientalis」，但至今仍未被正式收錄確認。另外有一種新的斑點星蟒亞種「A. maculosa brentonoloughlini」於2003年被發現。

## 備註
1. 1 2 3 4  McDiarmid RW、Campbell JA、Touré T：《Snake Species of the World: A Taxonomic and Geographic Reference, vol. 1》頁511，Herpetologists' League，1999年。ISBN 1-893777-00-6
2. ↑  Browne-Cooper、Robert、Brian Bush、Brad Maryan、David Robinson：《Reptiles and Frogs in the Bush: Southwestern Australia》頁99，西澳大學出版社，2007年。ISBN 9778 1 920694 74 6
3. 1 2 3 4  . ITIS.   [9 September 2007].
4. ↑  .   [2008-06-06]. （原始内容存档于2008-03-25）.
5. ↑  TIGR爬蟲類資料庫：斑點星蟒

## 外部連結
- （英文）侏儒蟒專題網站 （页面存档备份，存于） - 介紹侏儒蛇的四個品種
- （英文）TIGR爬蟲類資料庫：侏儒蟒
- 侏儒蟒資料介紹